# 水島警察署
水島警察署（みずしまけいさつしょ）は、岡山県警察が管轄する警察署の一つである。

## 所在地
- 岡山県倉敷市水島南幸町4番1号

## 管轄区域
- 倉敷市（水島地区）

## 沿革
- 1948年3月7日 浅口郡連島町（現・倉敷市）に連島町警察署、児島郡福田町（現・倉敷市）に福田町警察署を設置。
- 1952年4月1日 連島町警察署を水島地区警察署に改称。
- 1953年6月1日 福田町警察署を倉敷市警察署福田分署に改称。
- 1953年7月16日 水島地区警察署を国家地方警察岡山県水島支所に改称。
- 1954年7月1日 国家地方警察岡山県水島支所・倉敷市警察署福田分署を統合し、水島警察署を設置。

## 交番
（ ）の中は所在地。
- 水島みなと交番（倉敷市水島福崎町）
  - 倉敷市のうち北畝一丁目～三丁目、水島相生町、水島北春日町、水島北幸町、水島北瑞穂町、水島北緑町、水島西寿町、水島西栄町、水島西弥生町、水島東川町、水島東寿町、水島東栄町、水島東弥生町、水島南春日町、水島南幸町、水島南瑞穂町、水島南緑町、潮通一丁目～三丁目、中畝一丁目～十丁目、福田町南畝、松江三丁目（一部）・四丁目（一部）、水島海岸通一丁目〜五丁目、水島西千鳥町、水島西常盤町、水島東千鳥町、水島東常盤町、水島福崎町、南畝一丁目～七丁目、亀島一丁目・二丁目、神田一丁目～四丁目、水島青葉町、水島川崎通一丁目（一部）、水島北亀島町、水島高砂町、水島中通一丁目～四丁目、水島西通一丁目・二丁目、水島南亀島町、水島明神町
- 鶴の浦交番（倉敷市鶴の浦三丁目）
  - 倉敷市のうち連島町鶴新田、連島町西之浦（一部）、鶴の浦一丁目～三丁目、水島川崎通一丁目（一部）
- 江長交番（倉敷市連島町連島）
  - 倉敷市のうち連島二丁目～五丁目、連島町連島、連島町西之浦（一部）、連島町矢柄、福田町浦田（一部）
- 連島中央交番（倉敷市連島中央三丁目）
  - 倉敷市のうち連島一丁目、連島中央一丁目～五丁目、連島町亀島新田、連島町西之浦（一部）
- 福田交番（倉敷市福田町古新田）
  - 倉敷市のうち北畝四丁目～七丁目、東塚一丁目～七丁目、福田町浦田（一部）、福田町古新田、福田町東塚、福田町福田
- 広江交番（倉敷市広江五丁目）
  - 倉敷市のうち広江一丁目～八丁目、福田町広江、松江一丁目・二丁目・三丁目（一部）・四丁目（一部）、呼松一丁目～三丁目、呼松町